# Okręg Peqin
Okręg Peqin (alb. rrethi i Peqinit) - jeden z trzydziestu sześciu okręgów administracyjnych w Albanii; leży w środkowej części kraju, w obwodzie Elbasan. Liczy ok. 32 tys. osób (2008) i zajmuje powierzchnię 109 km². Jego stolicą jest Peqin. 
W skład okręgu wchodzi sześć gmin: jedna miejska Peqin oraz pięć wiejskich Gjocaj, Karinë, Pajovë, Përparim, Shezë.